# بطولة الأمم الرئيسية 1890
بطولة الأمم الستة 1890 (بالإنجليزية: 1890 Home Nations Championship)‏ هو الموسم 8 من  بطولة الأمم الستة. كان عدد الأندية المشاركة فيه  4، وفاز فيه منتخب إنجلترا الوطني لاتحاد الرغبي، ومنتخب اسكتلندا الوطني لاتحاد الرغبي.